# 阿拉巴馬州第二國會選區
阿拉巴馬州第二國會選區（英語：Second Congressional District of Alabama）是美国亚拉巴马州七個國會選區之一，始於1823年，2013年起位於該州的東南部。
該選區在2000年以來的總統選舉一直支持共和黨，在眾議員選舉方面1964年以來民主黨只有在第111屆國會選舉中當選。現任當區議員是自2013年代表本區的、共和黨的瑪莎·羅比。她是代表阿拉巴馬州的第一批循常規選舉當選的女性眾議員之一。